# Westenhellweg
De Westenhellweg is de belangrijkste winkelstraat in de Duitse stad Dortmund. De geschiedenis van de Westenhellweg begint in de 12e eeuw, toen de route werd benut als verbindingsweg van de Rijn tot Corvey. Aan de Westenhellweg bevinden zich diverse monumenten, waaronder de Sint-Reinoutkerk, de Mariakerk, de Krügerpassage, de Sint-Petruskerk en de oude markt.
De Westenhellweg is autovrij en is de commerciële trekpleister van de stad. De Westenhellweg is een van de meest bezochte winkelstraten en de winkelstraat met de hoogste omzet in Duitsland. De straat wordt bezocht door ca. 4 miljoen bezoekers per jaar. Een vierkante meter kost op de Demer tussen de € 3.000 en € 3.400 per jaar. Naast vele kleine winkeltjes hebben de meeste grote (kleding)winkelketens zoals H&M, Mango, Zara, C&A, Kaufhof, Karstadt en Peek & Cloppenburg er een vestiging.
Langs de Westenhellweg, de Ostenhellweg en zijstraten als de Kleppingstraße en de Brückstraße is veel horeca gelegen. Er zijn talloze hotels, pensions, bars en restaurants te vinden, die onder andere veel toeristen trekken.